# Mandy François-Elie
Pour les articles homonymes, voir François.
Mandy François-Elie, née le 27 septembre 1989 au Lamentin (Martinique), est une athlète handisport française.

## Biographie
Victime d'un accident vasculaire cérébral en 2008, à l'âge de 18 ans, elle passe trois semaines dans le coma. Elle se réveille hémiplégique et partiellement paralysée, du côté droit du corps. À cette époque, elle était détentrice du record de Martinique sur 400 m en 55.23 s.
Elle remporte lors des Jeux paralympiques d'été de 2012 à Londres la médaille d'or sur 100 mètres dans la catégorie T37. Aux Championnats du monde d'athlétisme handisport 2013, elle est sacrée championne sur 100 mètres et sur 200 mètres.
Elle remporte lors des Jeux paralympiques d'été de 2016 à Rio la médaille d'argent sur 100 mètres dans la catégorie T37. L'année suivante, elle est vice-championne du monde du 200 m catégorie T37 lors des Championnats du monde d'athlétisme handisport 2017.
Elle est sacrée meilleure sportive de l'année 2017 lors de la Nuit des Champions par le CROSMA (Comité régional olympique et sportif de Martinique).
Le 8 février 2022, le collège Place-d'Armes 2 du Lamentin en Martinique porte désormais le nom de Mandy François-Élie.
Le 1er septembre 2024, elle termine 5e du concours de saut en longueur T37 des Jeux paralympiques de Paris en 2024 en réalisant un saut à 4,31 m.

## Palmarès

### Jeux paralympiques
- 2021 à Tokyo,  Japon
  -  : Médaille de bronze aux jeux paralympiques, 200 m, catégorie T37
- 2016 à Rio de Janeiro,  Brésil
  -  : Médaille d'argent aux jeux paralympiques, 100 m, catégorie T37
- 2012 à Londres,  Angleterre
  -  : Médaille d'or aux jeux paralympiques, 100 m, catégorie T37

### Championnat du monde
- 2019 à Dubaï,  Émirats arabes unis
  -  : Médaille d'argent aux championnats du monde, 200 m, catégorie T37
  -  : Médaille d'argent aux championnats du monde, 100 m, catégorie T37
- 2017 à Londres,  Angleterre
  -  : Médaille d'argent aux championnats du monde, 200 m, catégorie T37
- 2015 à Doha,  Qatar
  -  : Médaille d'argent aux championnats du monde, 400 m, catégorie T37
- 2013 à Lyon,  France
  -  : Médaille d'or aux championnats du monde, 100 m, catégorie T37
  -  : Médaille d'or aux championnats du monde, 200 m, catégorie T37

### Championnats d'Europe d'athlétisme handisport
- 2021 à Bydgoszcz,  Pologne
  -  : Médaille d'or aux championnats d'europe , 100 m, catégorie T37
  -  : Médaille d'or aux championnats d'europe, 200 m, catégorie T37
  -  : Médaille de bronze aux championnats d'europe, Relais 4x100 m, catégorie T37
- 2018 à Berlin,  Allemagne
  -  : Médaille d'or aux championnats d'europe , 100 m, catégorie T37
  -  : Médaille d'or aux championnats d'europe, 200 m, catégorie T37
  -  : Médaille d'argent aux championnats d'europe, Relais 4x100 m, catégorie T37
- 2014 à Swansea,  Angleterre
  -  : Médaille d'or aux championnats d'europe , 100 m, catégorie T37
  -  : Médaille d'argent aux championnats d'europe, 400 m, catégorie T37
- 2012 à Stadskanaal,  Pays-Bas
  -  : Médaille d'argent aux championnats d'europe, 100 m, catégorie T37

## Distinctions
- 2013 :  Chevalier de la Légion d'honneur[10]